# Free Trade Hall

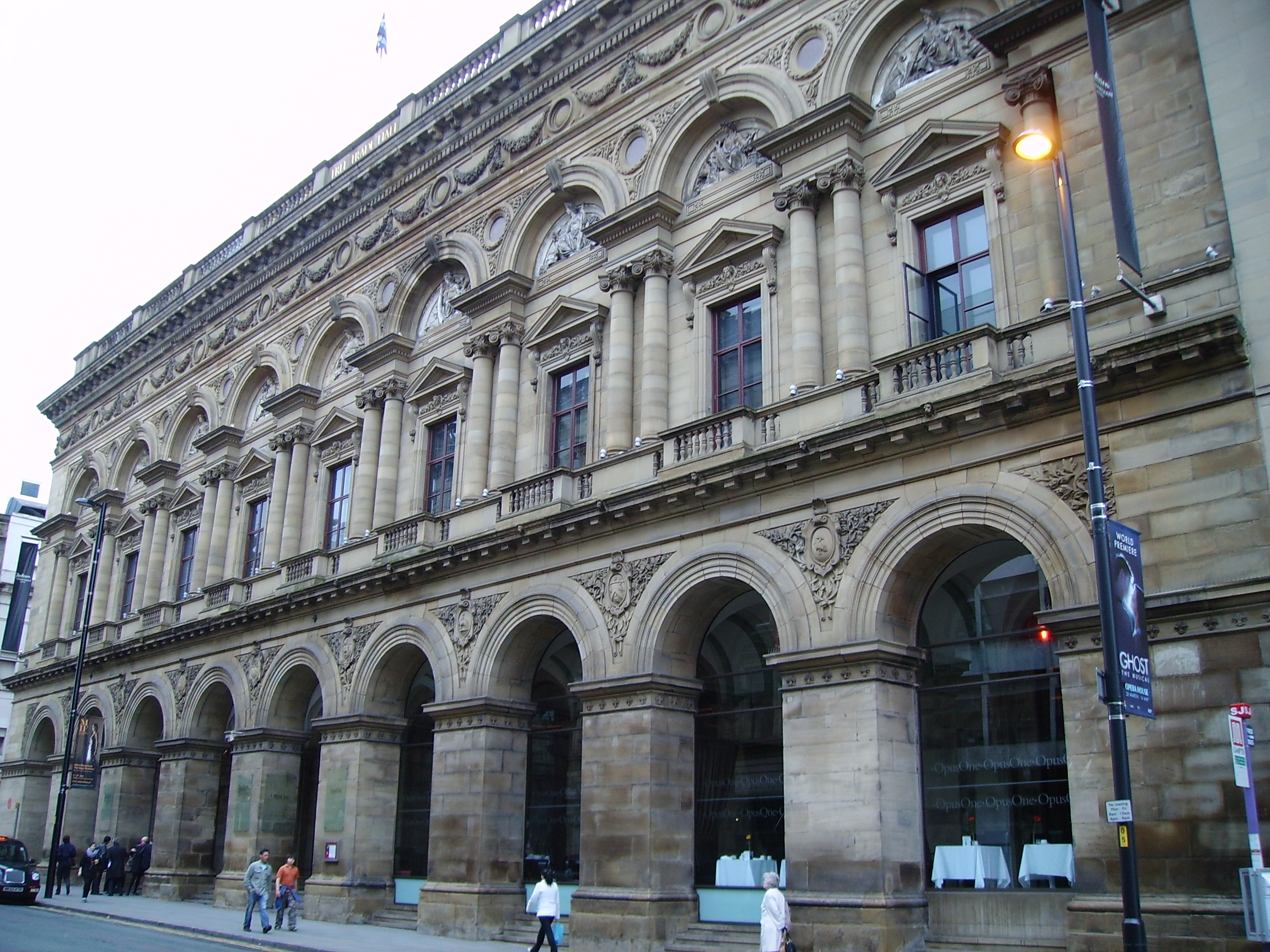
Façade du Free Trade Hall, juillet 2005. L'arrière du bâtiment a été démoli et remplacé par un hôtel.

Le Free Trade Hall, à Peter Street, à Manchester, est une grande salle publique construite en 1853-5 à St Peter's Fields, le site du massacre de Peterloo. Il a été bâti pour commémorer l'abrogation des corn laws en 1846, selon les plans de l'architecte Edward Walters. Le Free Trade Hall devient la première salle de concert de Manchester jusqu'à la construction du Bridgewater Hall en 2006. C'est un monument classé depuis le 18 décembre 1963.